# Abiriša
Abiriša ist ein in den Amarnabriefen erwähnter König von Enišasi und Nachfolger des Šatija. Aus den Briefen geht hervor, dass Abiriša zur Zeit von Amenophis IV. zusammen mit einigen lokalen Herrschern Widerstand gegen Aitakama von Kadesch und die verbündeten hethitischen Truppen leistete. Enišasi lag vermutlich in der Nähe von Hašabu und Hazi.